# Kiera Hogan
Kiera Hogan (ur. 16 września 1994 w Dacatur) – amerykańska wrestlerka. W 2021 podisała kontrakt zawodniczy z amerykańską federacją All Elite Wrestling (AEW). W latach 2017–2021 rywalizowała w Impact Wrestling, pracowała także w Women of Wrestling (walczyła tam pod pseudonimem ringowym Fire). Wspólnie z Tashą Steelz zdobyły dwukrotnie Impact Knockouts Tag Team Championship. W swojej karierze wrestlerskiej, trwającej od 2015, zdobyła także m.in. WOW Tag Team Championship z Adrenaline oraz WSU Spirit Championship.

## Mistrzostwa i osiągnięcia
- Impact Wrestling
  - Impact Knockouts Tag Team Championship (2x) – z Tashą Steelz
- Pro Wrestling Illustrated
  - PWI umieściło ją na 54. miejscu rankingu wrestlerek PWI Top 100 w 2019[7]
- River City Wrestling
  - RCW Women’s Championship (1x)[8]
- Women of Wrestling
  - WOW Tag Team Championship (1x) – z Adrenaline[8]
  - WOW Tag Team Championship Tournament (2019) – z Adrenaline[8]
- Women Superstars Uncensored
  - WSU Spirit Championship (1x)[8]
- World Wrestling Alliance 4
  - WWA4 Intergender Championship (1x)[9]